# يا من هواه (مسلسل)
يا من هواه هو مسلسل دراما كويتي أنتج في الإمارات وبدأ عرضه في سنة 2013. وهو من إخراج أحمد يعقوب المقله ومن بطولة أحمد الجسمي وهدى الخطيب وشهد الياسين وشيلاء سبت وأبرار سبت وعبد الله التركماني وأحمد ايراج. عرض المسلسل لأول مرة في الأول من رمضان وبلغ عدد مواسم 1 مواسم، ومدة الحلقة الواحدة 45 دقيقة.

## الممثلون
- أحمد الجسمي
- هدى الخطيب
- شهد الياسين
- شيلاء سبت
- أبرار سبت
- عبد الله التركماني
- أحمد إيراج